# Кенар
Кенар е декоративна ивица по края на плат, както и самият плат. Кенарът като част от народната носия представлява ръчно изтъкан текстил от памук (в естествения му бял цвят), в който са вплетени разноцветни нишки от коприна. Използван е най-често за изработването на престилки, покривки, ризи, кърпи и други.

## Етимология
С думата „кенар“ (на турски: kenar – „край, ръб“) традиционно в България се означават две неща първото е „украшение, ивица по края на плат“, а второто – човек, който живее в покрайнините на населено място. Наименованието на бродираните елементи, които се намират в края на плата (дантели и шевици), е станало нарицателно и за самия плат. Интересен факт е, че другото значение на „кенар“ на турски – ръб (от праславянското *rǫbъ:) в много славянски езици означава някаква дреха, тъкан, шев. От там произлиза и „роба“ – вид памучна дреха с широки ръкави отново с декоративни ивици, както и руската дума „рубашка“ – риза.

## Символи
По начина на изтъкаване на кенара, се е кодирала информация за самия човек (като родова и културна принадлежност, богатство, произход, обществено положение и роля) чрез определени мотиви или конкретни шевици. Другата символика е свързана със суеверията, като бродериите са носили късмет и са предпазвали от злини и беди.

## История
Бродирането и тъкането на кенара се е извършвало от жени и е изисквало голяма сръчност. Това изкуство се е развило върху славянското везбарство в края на 7 век, като е въплътило стремежа за импровизация и пресъздаване. С времето добива и отличителен национален характер, превръщайки се в традиция. По време на Османското владичество традицията на шевицата съхранява българското чрез магичната ѝ символика. Историята на бродерията е тясно свързана с ръчното тъкането на платове на домашни станове. През епохата на Възраждането бродерията запазва традициите на българското минало и дух.
При бродирането на българската шевица се използват различни видове бодове като: кръстат бод, прав, двойно-лицев, контурен, обримчващ. Материите, върху които се бродира, трябва са едноцветни и гладки.
Техниките и мотивите на бродерията са едни от факторите, определящи етнографските области в България.